# IC 2316
IC 2316 је двојна звијезда у сазвјежђу Рак која се налази на листи објеката дубоког неба у Индекс каталогу.
Деклинација објекта је + 19° 45' 36" а ректасцензија 8h 21m 15,3s.